# Partido da Proteção dos Direitos Humanos
O Partido da Proteção dos Direitos Humanos (Human Rights Protection Party) é um partido político de Samoa.
O líder do partido é Tuila'epa Sailele Malielegaoi.
Nas eleições parlamentares de 2001 o partido ganhou 30 assentos.